# ۲۶۹ (عدد)
۲۶۹ (عدد)یک عدد طبیعی است که بعد از ۲۶۸ و قبل از ۲۷۰ قرار دارد.